# Natallja Salahub
Natallja Salahub, accreditata come Natalya Sologub dalla IAAF (in bielorusso Наталля Салагуб?; 31 marzo 1975), è un'ex velocista bielorussa.

## Palmarès

### Mondiali
- 1 medaglia:
  - 1 bronzo (Helsinki 2005 nella staffetta 4x100 m)

### Mondiali indoor
- 2 medaglie:
  - 2 argenti (Budapest 2004 nella staffetta 4x400 m; Mosca 2006 nella staffetta 4x400 m)